# Oscar Valicelli
Oscar Valicelli (Buenos Aires, 1 de julio de 1915 - Buenos Aires, 11 de octubre de 1999) fue un actor argentino de cine, teatro y radio.

## Inicios de su actividad profesional
Su tío Carlos Valicelli había integrado la compañía de sainetes Franco-Valicelli donde compartía cartel con José Franco, padre de la actriz Eva Franco. En 1937, después de haber estudiado en la Escuela Superior de Comercio Carlos Pellegrini, Valicelli dio sus primeros pasos en el escenario teatral y el mismo año debutó en cine bajo la dirección del chileno Tito Davison en la película Murió el Sargento Laprida.

## Afianzamiento de su carrera profesional
En 1939 actuó en Y mañana serán hombres y en 1940 en Nosotros los muchachos, en arquetípicos personajes de rebelde, y en 1942 lo hizo en La maestrita de los obreros, dirigido por Alberto de Zavalía, junto a Delia Garcés, el filme que le daría su más amplia popularidad.
Se inició en radio en 1939 en un programa auspiciado por Aceites BYCLA y al año siguiente actuó por Radio Splendid en El Club de la amistad con Mirtha y Silvia Legrand, por Radio Belgrano en Toddylon el valeroso con Nélida Bilbao y Salvador Lotito.  
En el teatro se formó junto a figuras de la talla de Miguel Faust Rocha, Emma Gramática, Angelina Pagano y Ricardo Passano. En la década de 1940 Valicelli, que había demostrado capacidad tanto para la comedia como para el drama, Integró el elenco de la compañía de Olinda Bozan-Paquito Busto, que además de actuar en el país hizo giras por todo Centroamérica y España. En cine protagonizó con Bozán –su pareja en la vida real-  cuatro filmes, Mamá Gloria, Llegó la niña Ramona, Maridos modernos y Mujeres en sombra
En la labor teatral Valicelli se fue inclinando hacia el género revisteril y fue así que actuó con Nélida Roca, Adolfo Stray, Pepe Arias, Osvaldo Pacheco, Alfredo Barbieri, Nélida Lobato, Mario Fortuna y Diana Maggi e, inclusive, en el elenco del Folies Bergère, cuando llegó a la Argentina en 1954. En 1964 protagonizó junto a Mario Fortuna la obra La tía de Carlos en el Teatro Comedia. 
A mediados de la década de 1960 actúa en varios filmes de Isabel Sarli dirigidos por Armando Bo: La tentación desnuda, La señora del intendente, Carne, Desnuda en la arena y Fuego. Su última actuación fílmica fue en La Mary, película de Daniel Tinayre con Susana Giménez y Carlos Monzón,
En la televisión participó en El flequillo de Balá protagonizado por Carlos Balá, en Felipe, el programa de Luis Sandrini y también en los ciclos Alta comedia y Teatro como en el teatro. Valicelli actuó como presentador de El circo de Marrone que además de pasar por los canales de televisión 9, 11 y 13,  se presentó en carpa en Mar del Plata y en Buenos Aires.
Hacia el final de su vida, la Asociación Argentina de Actores le entregaran el Premio Podestá a la Trayectoria Honorable. Colaboraba, hasta pocos días antes de su muerte, ocurrida en Buenos Aires el 11 de octubre de 1999 como animador del local "El rincón de Hugo del Carril".

## Vida personal
Valicelli era considerado de los galanes "con pinta y bien decir". Fue publicitado su romance con la actriz Alita Román y la pareja que formó con la actriz -20 años mayor- Olinda Bozán con quien tuvo muchos años de convivencia.

## Filmografía
- La Mary (1974) dir. Daniel Tinayre  …Ubaldo
- Balada para un mochilero (1971) dir. Carlos Rinaldi   …El Moncho
- Desnuda en la arena (1969) dir. Armando Bo
- Fuego (1969) dir. Armando Bo …Mecánico
- Carne (1968) dir. Armando Bo …Jacinto
- La señora del Intendente (1967) dir. Armando Bo …Policía
- La tentación desnuda (1966) dir. Armando Bo …Junquero 1
- Pesadilla (1963) dir. Diego Santillán …Enfermero
- La cigarra no es un bicho (1963) dir. Daniel Tinayre
- El rufián (1961) dir. Daniel Tinayre  …Ángel
- Luna Park (1960) dir. Rubén W. Cavallotti
- La bestia humana (1957) dir. Daniel Tinayre  …Amigo de Pedro
- Los torturados (1956) dir. Alberto Dubois  …Raúl
- Estrellas de Buenos Aires (1956) dir. Kurt Land
- Mujeres en sombra (1951) dir. Catrano Catrani
- Sacachispas (1950) dir. Jerry Gómez
- Campeón a la fuerza (1950) dir. Juan Sires y Enrique Ursini
- Diez segundos (1949) dir. Alejandro Wehner y Carlos D'Agostino
- Vidalita (1948) dir. Luis Saslavsky
- Maridos modernos (1948) dir. Luis Bayón Herrera
- El que recibe las bofetadas (1947) dir Boris H. Hardy …Alfredo
- Éramos seis (1945) dir. Carlos Borcosque
- Llegó la niña Ramona (1943) dir. Catrano Catrani
- Su hermana menor (1943) dir. Enrique Cahen Salaberry
- Malambo (1942) dir. Alberto de Zavalía
- Ceniza al viento (1942) dir. Luis Saslavsky
- Vacaciones en el otro mundo (1942) dir. Mario Soffici
- Cada hogar, un mundo (1942) dir. Carlos Borcosque
- La maestrita de los obreros (1942) dir. Alberto de Zavalía
- Soñar no cuesta nada (1941) dir. Luis César Amadori
- Mamá Gloria (1941) dir Richard Harlan
- Cuando canta el corazón (1941) dir Richard Harlan…Pedrito
- Nosotros…los muchachos (1940) dir. Carlos Borcosque
- Los ojazos de mi negra (1940) dir. Eduardo G. Ursini
- Cita en la frontera (1940) dir. Mario Soffici
- Con el dedo en el gatillo (1940) dir. Luis Moglia Barth…Américo
- Fragata Sarmiento (1940) dir. Carlos Borcosque
- ...Y mañana serán hombres (1939) dir. Carlos Borcosque  …Lorenzo Fernández, "El Loro"
- Atorrante (La venganza de la tierra) (1939) dir. Enrique de Rosas
- Alas de mi patria (1939) dir. Carlos Borcosque
- Mandinga en la sierra (1939) dir. Isidoro Navarro
- Murió el sargento Laprida (1937) dir. Tito Davison…Antoñito